# Digitaria pauciflora
Digitaria pauciflora är en gräsart som beskrevs av Albert Spear Hitchcock. Digitaria pauciflora ingår i släktet fingerhirser, och familjen gräs. Inga underarter finns listade i Catalogue of Life.